# Областной музей Лапландии
Областной музей Лапландии (фин. Lapin maakuntamuseo) — музей истории Лапландии, расположенный в городе Рованиеми (Финляндия). Его экспозиция охватывает Лапландию за исключением территории, которая исследуется музеем Торнио и музеем Западной Лапландии. Является частью центра «Арктикум».

## Описание
Областной музей Лапландии был основан в 1975 году. Первоначально музей располагался в доме Лаппии, спроектированном Алваром Аалто, до тех пор, пока не был перемещён в помещения вновь построенного Арктикума в 1992 году. Здание было построено с использованием природных ресурсов Лапландии. 172-метровый коридор Арктикума со стеклянной крышей расположен в южной части комплекса и служит платформой для проведения выставок.
С 2003 года основной выставкой музея Лапландии является «Северный путь», который знакомит с историей и природой регионов Рованиеми, Перяпохйола и Саами в Верхней Лапландии. Помимо областного музея, в Арктикуме действует Арктический центр при университете Лапландии.
В 2015 году посетителями музея стали 91 143 человека, а в 2017 году музей посетили 107 238 человек, из которых 21 668 посетителей были приняты бесплатно.